# Fremde Freundin
Pour plus de détails, voir Fiche technique et Distribution.
Fremde Freundin (litt. « L'Amie étrangère »), est un film allemand de Anne Høegh Krohn, réalisé en 1999 (titre international : Unknown Friend).

## Synopsis
Ellen, une jeune femme de trente ans, sort de cinq années de prison. Elle cherche à recontacter Katrin, sa meilleure amie, mais celle-ci la rejette. Que s'est-il passé cette nuit tragique il y a cinq ans, et que cherche exactement Ellen en refaisant le trajet qu'elles ont parcouru cinq ans auparavant ?

## Commentaire
C'est un film axé sur les relations complexes entre les deux femmes, une sorte d'amitié ambiguë, homosexuelle. Il contient quelques prises de vue intéressantes[non neutre] (un champ-contrechamp en changeant la mise au point entre Ellen et le reflet de Katrin dans un miroir), et une mise en parallèle entre le présent et le passé. C'est une première œuvre très aboutie et intéressante[non neutre].

## Fiche technique
- Titre : Fremde Freundin
- Réalisation : Anne Høegh Krohn
- Scénario : Anne Høegh Krohn
- Film allemand
- Genre : drame
- Format : 35 mm (couleurs)
- Durée : 83 minutes

## Distribution
- Dirk Borchardt :  Fred
- Markus Böttcher : l'agent immobilier
- Inga Busch : Katrin
- Karoline Eichhorn :  Ellen
- Ulrik Förster :  Kurt
- Sebastian Kautz : témoin
- Lena Lauzemis :  Maddy
- Peter Lewan : le pompiste
- Mario Mentrup : Harald
- Sebastian Schipper : Matthias
- Heidemarie Schneider : la mère d'Ellen
- Isabel Tuengerthal : Jeanette
- Birol Ünel : Moritz
- Gerlinde Valtin : le gérante
- Antonio Wannek : Kevin
- Michaela Winterstein : Marit
- Marian Wolf : le ferrailleur